# میشل چاساداوسکی
مایکل چاساداوسکی (به انگلیسی: Michel Chossudovsky)؛ (زاده ۱۹۴۶) اقتصاددان، نویسنده و نظریه‌پرداز تئوری توطئه اهل کانادا است. او فارغ‌التحصیل دانشگاه منچستر و دارندهٔ مدرک دکترا از دانشگاه کارولینای شمالی است و هم‌اکنون استاد اقتصاد در دانشکدهٔ علوم‌اجتماعی دانشگاه اوتاوا است.

## گلوبال ریسرچ

### بنیان‌گزاری
گلوبال ریسرچ یکی از وبگاه‌های فعال در زمینه اخبار جعلی و نظریه‌های توطئه است. این وبگاه توسط مرکز غیرانتفاعی مطالعات جهانی CRG در مونترآل اداره می‌شود و بنیان‌گذار آن میشل چاساداوسکی است.

### آرمان
گلوبال ریسرچ خود را یکی از رسانه‌های خبری پیشروی آلترناتیو در آمریکای شمالی می‌داند و مسئولیت خود را اینگونه تعریف می‌کند: «پوشش مقالات خبری، گزارش‌های عمیق و تحلیل‌هایی که موضوعات آن به ندرت از سوی رسانه‌های جریان اصلی پوشش داده می‌شوند».

### نظریات
دامنه نظریات توطئه گلوبال ریسرچ بسیار گسترده‌است؛ برای نمونه در یک جستار که در این وبگاه منتشر شده ادعا شده کل ماجرای اشغال سفارت و گروگان‌گیری آمریکایی‌ها در آبان ۱۳۵۸ و کل انقلاب ۱۳۵۷ ایران و به قدرت رسیدن سید روح‌الله خمینی و حتی فراتر از آن طرح نظریه ولایت فقیه، توطئه آژانس اطلاعات مرکزی (سیا) برای رقابت‌های داخلی در ایالات متحده آمریکا بوده‌است.
گلوبال ریسرچ ادعا می‌کند که کروناویروس سندرم حاد تنفسی ۲ ساخت آمریکا است. حکومت جمهوری اسلامی با اشاره به همین جستارها چنین ادعایی دارد.
وبگاه گلوبال ریسرچ تا جایی در تضاد با علم قرار دارد که در یکی از مقالاتش ادعا شده واکسیناسیون تلاشی برای از بین بردن مردم است و دولت‌ها با همکاری شرکت‌های بزرگ داروسازی، با پنهان کردن حقایق دربارهٔ واکسیناسیون، جان شهروندان را به خطر می‌اندازند.
گلوبال ریسرچ معتقد است تغییر اقلیم و گرمایش جهانی، یک پروپاگاندای رسانه‌ای است و واقعیت ندارد.
از نگاه این وبگاه کره شمالی سرزمین دستاوردهای انسانی، عشق و لذت است و ۷۵ درصد آب‌های نوشیدنی آمریکا به ماده سرطان‌زادی کرومینیوم ۶ آلوده‌است.

### واکنش‌ها
پایگاه Rationalwiki که به دنبال معرفی منابع شبه‌علم و ضد علم است در نقد گلوبال ریسرچ می‌نویسد: «گلوبال ریسرچ یک وبگاه «ضدغرب» است که نمی‌تواند تحلیل‌های جدی و مزخرفات بی‌اعتبار را از هم تشخیص دهد؛ بنابراین هر دو را منتشر می‌کند». ویکی‌پدیا نیز این وبگاه اصلی و دامنه‌های فرعی گلوبال ریسرچ را از شهریور ۱۳۹۸ در لیست سیاه هرزنامه خود قرار داده‌است و اصلاً اجازهٔ منبع دهی به این وبگاه را نمی‌دهد.
وبگاه فکت‌نامه دربارهٔ گلوبال ریسرچ می‌نویسد:
مجموعه متنوع دیگری از توطئه‌های سیاسی در این وبگاه وجود دارند که اتفاقاً در ایران مشتری‌های زیادی دارد. نظریاتی نظیر اینکه یازده سپتامبر کار خود آمریکا است یا القاعده و داعش را خود ایالات متحده به وجود آورده. هیچ‌کدام از این ادعاها پایه و اساسی ندارند و سند و فکت قابل اعتنایی در تأیید آنها ارائه نشده. اما به صرف انتشار به زبان انگلیسی، به عنوان یک سند قطعی در رسانه‌های ایرانی بازتاب پیدا کرده‌اند. برای اینکه حجم مراجعه رسانه‌های رسمی ایران به این سایت را ببینید کافی است واژه «گلوبال ریسرچ» را به فارسی جستجو کنید. ما این کار را با موتور جستجوی بعضی رسانه‌های ایران انجام داده‌ایم. برای اینکه نتیجه را ببینید روی اسم خبرگزاری‌های ایرنا، فارس‌نیوز، مشرق‌نیوز، ایسنا و روزنامه کیهان کلیک کنید و ببینید چه حجم انبوهی از مطالب بی‌اساس به نقل از گلوبال ریسرچ در رسانه‌های رسمی ایران منتشر شده‌است.